# Bollenwees

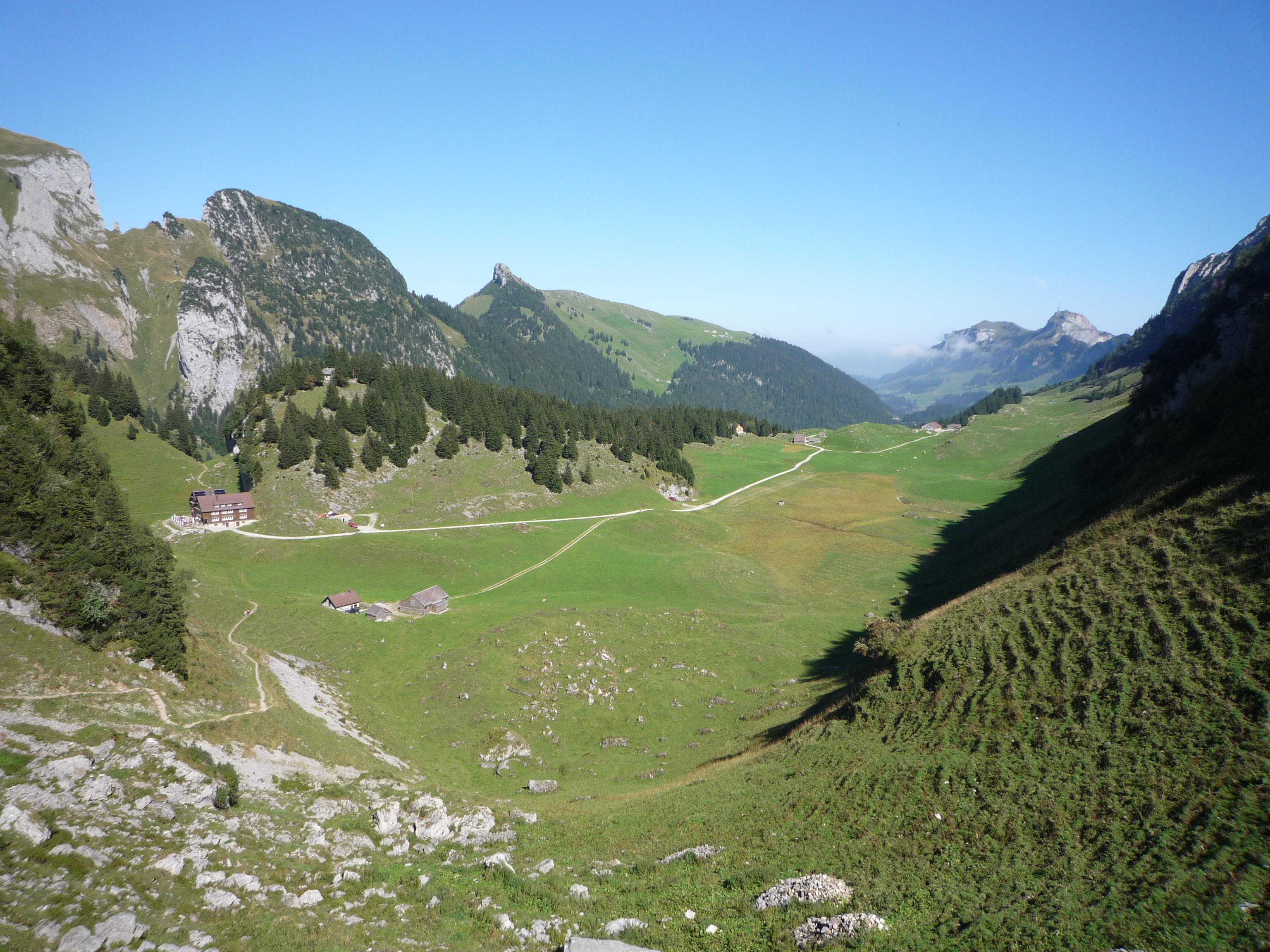
Alp Bollenwees mit dem späteiszeitlichen See (heute Feuchtgebiet) und der Gaststätte links in der Flucht der Bogartenlücke. Gesehen nordwärts vom Abstieg der Saxer Lücke.

Die Bollenwees ist eine Alp im Schweizer Kanton Appenzell Innerrhoden. Sie liegt auf rund 1471 m ü. M. und in unmittelbarer Nachbarschaft des Fählensees.
Der Erstbeleg stammt aus dem Jahr 1732 als Bolenweeß; im heutigen Dialekt heißt der Ort [bɔllə'weːs]. "-wees" bedeutet "Wiese".
An dieser Stelle kreuzen sich mehrere Wanderwege. Es geht südwärts zur Saxer Lücke, ostwärts zum eine Geländestufe tiefer liegenden Sämtisersee und von dort schliesslich nach Brülisau, nordwärts durch die Bogartenlücke nach Wasserauen und westwärts über den Zwinglipass nach Wildhaus.

## Gasthaus

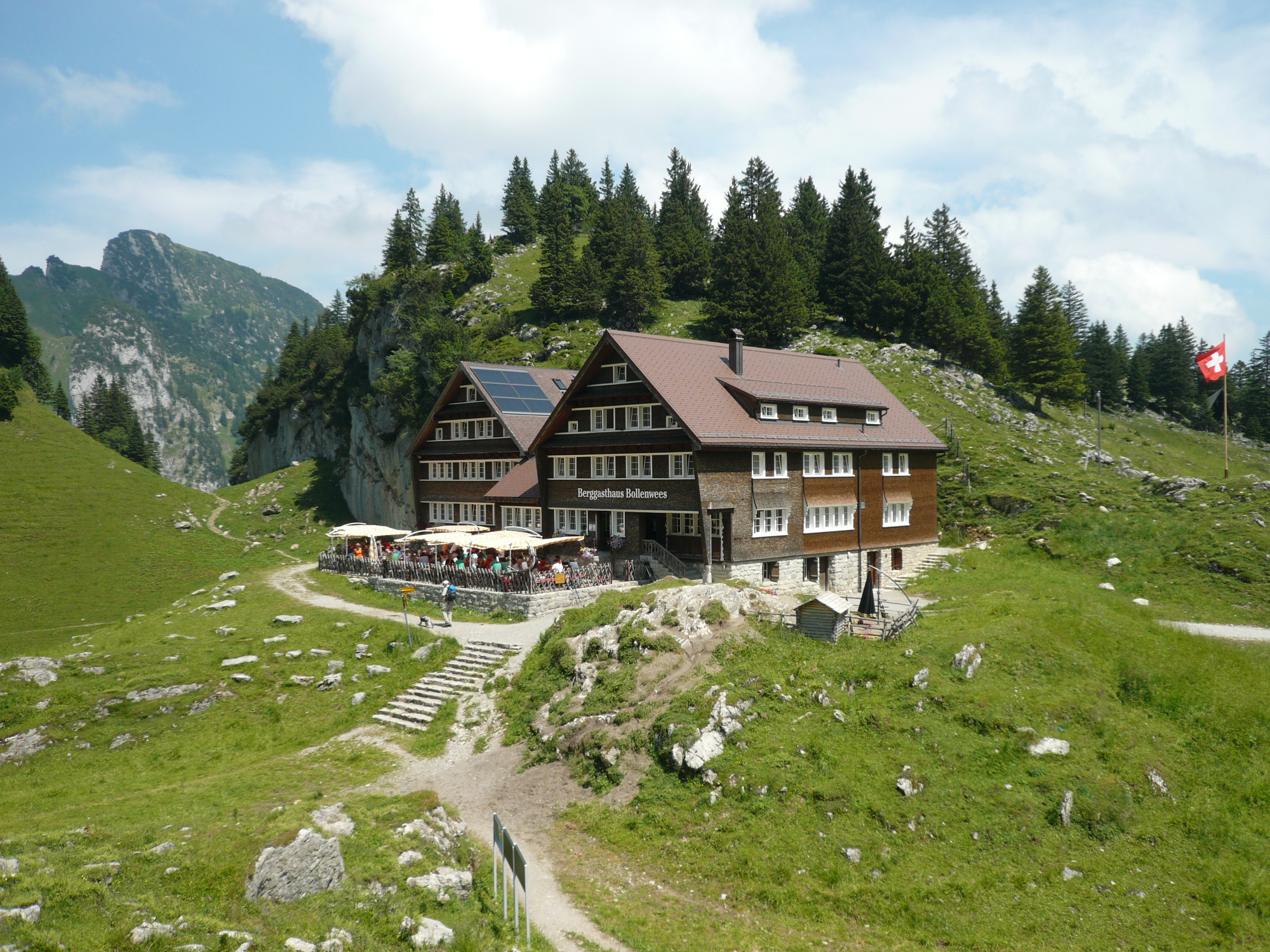
Das Gasthaus Bollenwees

Schon um zirka das Jahr 1800 wurden in der Sennhütte Gäste bewirtet. Nach dem Verkauf aus einer Erbmasse ging die Alp 1903 an die Korporation Eugst. Eine daraufhin gegründete Genossenschaft verpachtete die Alp unter der Bedingung der Bewirtung. Für das Heulager durfte der Pächter eine Taxe von 50 Rappen für die Übernachtung verlangen. 1916 wurde mit 344 Frontagen der Anteilhaber sowie 4715.60 Franken ein kleines Gasthaus erstellt, welches 1937 nach einem Einbruch abbrannte. 1938 wurde am neuen heutigen Standort das Gasthaus gebaut und Alp und Gasthaus getrennt verpachtet.
Die Abwässer des Gasthauses wurden bis 2001 in den Fählensee eingeleitet.

## Nachweise
1. ↑  S. Sonderegger: Die Orts- und Flurnamen des Landes Appenzell, Bd. I: 85, Frauenfeld 1958
2. ↑  Bergsee im Alpstein – Der Fählensee düngt sich selbst. Schweizer Radio und Fernsehen, 5. Mai 2021, abgerufen am 5. Mai 2021.

Koordinaten: 47° 15′ 10,7″ N, 9° 25′ 28″ O; CH1903: 750305 / 235463